# Spaccamela (granata)
La bomba a mano lenticolare Spaccamela era una granata italiana prodotta in due versioni differenti, Spaccamela offensiva e Spaccamela difensiva ed impiegata durante la Grande Guerra. Prende il nome dal progettista Pio Spaccamela.

## Tecnica[1]
Il corpo bomba ha forma lenticolare, come la lenticolare Minucciani, ed è formata da due gusci in lamiera ferrosa. Sul guscio superiore è impressa la scritta "OSP" (Offensiva Spaccamela Pio) sulla offensiva o "SP" sulla difensiva. Esso ha peso e dimensioni diverse nelle due versioni: nella offensiva ha un diametro di 70 mm e pesa 120 grammi senza la carica di esplosivo, mentre nella difensiva i due valori salgono a 90–95 mm e 320-325 grammi. La carica è indifferentemente in gelatina, cheddite o sabulite. Superiormente il corpo bomba presenta il foro di caricamento, chiuso da un tappo in ottone o in ferro, avvitato o ad incastro tramite dentini. La cassula, in ottone o ferro, è fissata al corpo bomba da due ribattini e porta la capsula a percussione dell'innesco al fulminato di mercurio, protetta da un copripercussore metallico, e l'innesco della miccia. La miccia dalla cassula si porta al tappo del corpo bomba, protetta da un coprimiccia in lamiera dello stesso materiale della cassula. Essa funge da ritardo pirico ed è calcolata per bruciare in 8 secondi dall'innesco. Per l'uso si sollevava il copripercussore e lo si batteva su una superficie dura, provocando così l'innesco della miccia. Il lancio era effettuato a 35 metri, con raggio letale di 10 metri.